# Cobitis phongnhaensis
Cobitis phongnhaensis es una especie de peces de la familia Cobitidae en el orden de los Cypriniformes.